# VM–T Atlant
A VM–T Atlant az M–4 stratégiai nehézbombázóból nagyméretű, nehéz terhek szállítására kialakított szállító repülőgép. 3M–T típusjellel is ismert. Rendeltetése a szovjet űrprogram kiszolgálása, mindenekelőtt a Buran űrrepülőgép és hordozórakéta-részegységek szállítása volt.

## Története
A hetvenes évek közepén merült fel a nagyméretű űreszközök légi szállításának ötlete a Szovjetunióban. Erre a szerepkörre eredetileg az Antonov An–22-t szánták, de az előzetes tanulmányokat követően arra a következtetésre jutottak, hogy a típus nem alkalmas ilyen feladatokra. Ez az igény ösztönözte azonban az Antonov tervezőirodát a későbbi nagy teherbírású szállító repülőgépei elkészítésére.
A CAGI szélcsatorna-kísérleteket végzett több típus modelljével. A Mjasziscsev M–4 ezek alapján alkalmasnak tűnt a feladatra. A gép kialakítása 1978-ban kezdődött, amikor a Mjasziscsev Tervezőirodát felkérték egy olyan nehéz szállító repülőgép kialakítására, amellyel a bajkonuri űrrepülőtér és a gyártó üzemek között megoldható a rakéták és nagyméretű űreszközök szállítása. A tervezésben azonban Vlagyimir Mjasziscsev érdemben már nem vett részt, mert 1978 októberében elhunyt. A tervezés alapjául a Mjasziscsev M–4 bombázó továbbfejlesztett, 3M típusjelű változata szolgált. Az első, VM–T típusjelet kapott átalakított repülőgép 1981-ben repült, teherrel pedig 1982-ben emelkedett a levegőbe. (A típusjelben a VM Mjasziscsev nevének kezdőbetűire, a T betű a szállító funkcióra utal, Т – Транспортный [Transzportnij]). Három példány készült belőle. Ezek közül egyet kísérletekre használtak a CAGI-ban, két példánya üzemelt szállító repülőgépként. Elsősorban az Enyergija rakéták  Bajkonurba szállítására használták, de néhány alkalommal a Buran űrsiklót is szállította. Ebben a szerepkörben 1989-ben az An–225 váltotta fel. A Szovjetunió felbomlása után az An–225 Ukrajnához került, így a VM–T továbbra is részt vesz az orosz űrprogram kiszolgálásában.

## Szerkezeti kialakítása
A VM–T-t az M–4 bombázó 3MN–2 típusjelű légi utántöltő változatából alakították ki. Szerkezete, berendezései nagyrészt megegyeznek azzal. Legjelentősebb módosításra a vezérsíkoknál volt szükség. A repülőgépre szerelhető nagyméretű tárgyak mögött a repülés során kialakuló örvénylés miatt a függőleges vezérsíkot osztott kialakításban a vízszintes vezérsíkok végére helyezték át.  A megváltozott geometriai és tömeg-viszonyok miatt ugyancsak átalakították a gép kormányrendszerét. A terhek rögzítésére a törzs tetején rögzítési pontokat alakítottak ki, ehhez a rögzítési helyek környékén megerősítették a törzs-szerkezetet.

## Műszaki adatok

### Általános jellemzői
- Hossz: 51,2 m
- Szárnyfesztáv: 53,6 m
- Magasság: 10,6 m
- Szárnyfelület: 320 m²
- Üres tömeg: 75 740 kg
- Hasznos terhelés: 50 000 kg
- Legnagyobb felszállótömeg: 192 000 kg

### Teljesítményadatok
- Hajtómű: 4 db  Koljeszov VM–7MD gázturbinás sugárhajtómű, egyenként 105,5 kN tolóerővel
- Legnagyobb sebesség: 500 km/h
- Hatótávolság: 1500 km
- Utazómagasság: 8000–9000 m
- Tolóerő-tömeg arány: 0,86

## Külső hivatkozások
- Típusismertető és fényképek a VM–T-ről az Ugolok Nyeba repülési lexikonban (oroszul)
- History of the VMT-T Atlant (english)
- A VM–T a buran.ru oldalán (oroszul)
- The Myasishchev M-4 / 3M "Bison" & M-50 "Bounder" – Az Air Vectors típusismertetője